# Сад Сахиль
Сад Сахиль или Парк Сахиль — парк в центре города Баку, Азербайджан, на улице Узеира Гаджибекова.

## Расположение
Парк расположен в центральной части Баку в окружении исторических зданий, на пересечении улиц Хагани, проспекта Бюльбюля, улиц Узеира Гаджибейли и Рашида Бейбутова, напротив Национальной библиотеки Азербайджана.

## История
В Советское время парк назывался «Садом 26 Бакинских Комиссаров». В 2009 году он был реконструирован.

## Описание
Площадь парка 22 000 м².
В саду установлен комплекс из трех новых фонтанов с компьютерным управлением, построенный в восточном стиле. Фонтаны спроектированЫ итальянскими специалистами.
Парк Сахиль — это место, где проводят время жители и гости столицы. Сегодня прямо посреди парка стоит большой и очень красивый фонтан, построенный в восточном стиле. Здесь много многолетних вечнозеленых деревьев. Среди деревьев много пальм, платановов, ясени и др.
В уютном парке «Сахиль» можно отдохнуть на просторных удобных скамьях, полюбоваться на великолепный фонтан, прогуляться по аллеям с изумрудными газонами и обилием зеленых насаждений. Несмотря на то, что парк расположен на пересечении крупных дорог с плотным движением, здесь очень чистый воздух.
Парк окружают по периметру не просто дома, а здания, имеющие свою историю и связанные с великими именами. Рядом с парком находится дом, в котором жил Бюльбюль. В этом же здании расположился Союз художников Азербайджана.
Далее в старинном здании расположился еще один творческий союз — Союз композиторов Азербайджана. Сразу за Союзом композиторов следует Союз писателей.
Завершает эту часть улицы самая большая библиотека страны — Азербайджанская национальная библиотека. Это излюбленное место всех студентов и людей, занимающихся научной деятельностью.